# Компактно-открытая топология
Компактно-открытая топология — естественная топология на пространстве {\displaystyle C(X,Y)} — пространстве непрерывных отображений между двумя топологическими пространствами {\displaystyle X\to Y}, предбазу которой образуют множества отображений вида
{\displaystyle W_{K,U}=\{f\in C(X,Y)|f(K)\subset U\},}
где {\displaystyle U\subset Y} — открытое множество, а {\displaystyle K\subset X} — компактное множество.

## Свойства
- Если {\displaystyle X} компактно, а {\displaystyle Y} метрическое пространство, то сходимость последовательности функций {\displaystyle f_{n}} в {\displaystyle C(X,Y)} означает равномерную сходимость.
  - Более общо: если {\displaystyle Y} метрическое пространство, то сходимость последовательности функций {\displaystyle f_{n}} в {\displaystyle C(X,Y)} означает равномерную сходимость сужений {\displaystyle f_{n}|K} для любого компактного множества {\displaystyle K\subset X}.